# Momi
momi（もみ、5月30日 - ）は、日本の漫画家。長野県出身。

## 経歴・特徴
『COMICポプリクラブ』2011年7月号（マックス）にて「雨色はぷにんぐッ★」でデビュー。同誌と『コミックPフラート』（マックス）、『COMIC快楽天BEAST』（ワニマガジン社）で描いていた。ツインテールとショートカットで、グラマラスな少女の描写に特徴がある。アンナミラーズに興味があるようである。きのこのようなキャラクターを自画像にしている。
ぴょん吉と合同サークル「Current Storage」を主宰している。

## 作品リスト

### 単行本
1. 『恋乳ているず』 2013年9月26日発売[5]、マックス〈ポプリコミックス〉、ISBN 978-4-86379-098-8
  - 「ちあぶる」・「ネガ×ぽじ」・「プリティ・ぶれいく!!」・「どぎまぎ家族計画」・「こーる・あんど・れすぽんす」・「友達イジョウ妹?ミマン♥」・「ドキドキふれきしぶる!」・「めいど×テンション✩」・「れっつ♥すたでぃ!」・「雨色はぷにんぐッ♥」・「妹イジョウ幼妻?ミマン」 (描き下ろし)
2. 『ふらっぴー! 』[6] 2016年8月31日発売[7]、ワニマガジン社〈ワニマガジンコミックススペシャル〉、ISBN 978-4-86269-444-7
  - 「Flappy Cattle」・「Flappy Cat」・「ワンだふる ぴーす」・「ワンだふる うぉーず」・「雨上がりの虹色」・「それゆけ✩坂城みのりちゃん!」・「おしごとは兎に角」・「リクラゼーション♡クーデレター」・「秘めゴトあねゴト」・「ツガイアイ」・「イトシイノオイ」
3. 『ふらっぴー！わんもあ！』 2021年7月30日発売[8]、ワニマガジン社〈ワニマガジンコミックススペシャル〉、ISBN 978-4-86269-792-9
『ふらっぴー！』の増ページ新装版。
  - 「Flappy Cattle☆」 （COMIC失楽天 2015年5月号）
  - 「Mer☆Maid」 （COMIC失楽天 2018年3月号）
  - 「透明な君と」 （COMIC失楽天 2017年6月号）
  - 「ヒミツの放課後」 （COMIC失楽天 2016年9月号）
  - 「Cover Girl’s Collection 楓編」 （COMIC失楽天 2017年8月号）
  - 「Cover Girl’s Collection 美琴編」 （COMIC失楽天 2016年10月号）
  - 「Cover Girl’s Collection ひなた編」 （COMIC失楽天 2018年12月号）
  - 「Flappy Cat☆」 （COMIC失楽天 2014年11月号）
  - 「雨上がりの虹色」 （COMIC失楽天 2015年6月号）
  - 「虹色 one day」 （描き下ろし）
  - 「ワンだふる ぴーす！」 （COMIC失楽天 2015年10月号）
  - 「ワンだふる うぉーず!!」 （COMIC失楽天 2016年2月号、増ページ）
  - 「それゆけ☆坂城みのりちゃん！」 （COMIC失楽天 2016年6月号）
  - 「おしごとは兎に角」 （COMIC失楽天 2014年2月号）
  - 「リラクゼーション♡クーデレーター」 （COMIC失楽天 2015年2月号）
  - 「秘めゴトあねゴト」 （COMIC失楽天 2014年5月号）
  - 「ツガイアイ」 （COMIC失楽天 2014年8月号）
  - 「イトシイニオイ」 （COMIC失楽天 2012年10月号）

### 挿絵
- 『冠絶の姫王と召喚騎士』 著：宮沢周 / イラスト：Current Storage、富士見書房〈富士見ファンタジア文庫〉
  1. 2012年9月20日発売[9]、ISBN 978-4-82913-806-9
  2. 2013年2月20日発売[10]、ISBN 978-4-82913-863-2
  3. 2013年6月20日発売[11]、ISBN 978-4-82913-903-5